# Raphael Georg Kiesewetter
Raphael Georg Kiesewetter šlechtic von Wiesenbrunn (29. srpna 1773, Holešov, Morava — 1. ledna 1850, Baden u Vídně) byl rakouský hudební historik.

## Život
Kiesewetter studoval nejprve filosofii v Olomouci, zapsal se však od roku 1792 ke studiu práv na Vídeňské univerzitě, kde roku 1794, ještě před ukončení studia, nastoupil státní službu v úřadě války[kde?]. V roce 1811 se stal předsedou Dvorní válečné rady ve Vídni, v letech 1813 a 1814 řídil zdravotní odbor, aby i poté zůstal ve státních službách.
Kiesewetterovi se dostávalo hudebního vzdělání od dětství. Jeho sestra, sama vynikající klavíristka, byla matka Augusta Wilhelma Ambrose. Od roku 1816 až do 40. let 19. století pořádal Kiessewetter ve svém domě historické koncerty amatérů, při kterých byla provozována také vokální hudba z tvorby 16. - 18. století. Od roku 1814 byl členem Společnosti přátel hudby ve Vídni a v letech 1821 až 1843 jejím místopředsedou. V této funkci měl veliký vliv na vídeňský hudební život.
Jeho hlavní význam spočívá v oblasti hudební vědy. Kiesewetter vlastnil velikou sbírku partitur starých hudebních děl (dnes v Rakouské národní knihovně). Napsal řadu zásadních pojednání o evropských dějinách hudby od antiky po 19. století, a také o hudbě Blízkého Východu.
Diplomem z 30. července 1843 byl Kiesewetter povýšen do dědičného šlechtického stavu s predikátem "Edler (šlechtic) von Wiesenbrunn" v rakouských zemích. Roku 1845 odešel do penze a v dubnu 1848 odešel do Badenu u Vídně, kde roku 1850 zemřel.
V roce 1887 byla po něm byla ve Vídni pojmenována Kiesewettergasse v obvodě Favoriten (10. okrsek).